# Saint-Aignan-de-Cramesnil
Saint-Aignan-de-Cramesnil era una comuna francesa que estaba situada en el departamento de Calvados, de la región de Normandía que el 1 de enero de 2019 pasó a formar parte de la comuna nueva de Le Castelet como comuna delegada.

## Geografía
Está ubicada a 10 km al sur de Caen.

## Demografía
| Gráfica de evolución demográfica de Saint-Aignan-de-Cramesnil entre 1800 y 2021 |
|                                                                                 |

Los datos demográficos contemplados en este gráfico de la comuna de Saint-Aignan-de-Cramesnil se han cogido de 1800 a 1999 de la página francesa EHESS/Cassini, y los demás datos de la página del INSEE.